# Quinta de São Bartolomeu
Quinta de São Bartolomeu is een plaats (freguesia) in de Portugese gemeente Sabugal en telt 217 inwoners (2001).